# Alois Weiß
Alois Weiß (* 16. Oktober 1906 in Ruma, Kroatien-Slawonien, Österreich-Ungarn; † 26. Februar 1969 in Straubing) war ein deutscher Scharfrichter zur Zeit des Nationalsozialismus im Deutschen Reich. Er war von 1943 bis 1945 Scharfrichter in der zentralen Hinrichtungsstätte für den Vollstreckungsbezirk IX im Gefängnis Pankrác in Prag im deutsch besetzten Protektorat Böhmen und Mähren. In diesem Zeitraum war Weiß an insgesamt 1079 Hinrichtungen beteiligt.

## Leben
Der ehemalige Lagerhaushelfer aus München und Assistent des Münchner Scharfrichters Johann Reichhart war vom 2. Februar 1943 an Chefhenker im Gefängnis Pankrác (deutsch: Pankratz), damals ein Untersuchungsgefängnis der Gestapo im Süden von Prag. Bis 1945 wurden 1079 Personen in der so genannten Sekyrárna (Beilraum) hingerichtet.

Zentrale Hinrichtungsstätten und Vollstreckungsbezirke im Deutschen Reich (1944)

Im Jahr 1943 wurde Alois Weiß siebter Hauptscharfrichter des Deutschen Reiches neben Johann Reichhart, Ernst Reindel, Friedrich Hehr, Gottlob Bordt, Karl Henschke und August Köster, einem Gehilfen Hehrs. Bereits am 27. Mai 1943 enthauptete er im Minutentakt innerhalb einer Viertelstunde gleich zehn Menschen. Weiß’ Assistenten waren die Tschechen Alfred Engel (aus Holešovice), Robert Týfa (* 3. August 1891 in České Budějovice); † (hingerichtet) 26. Oktober 1946 in Prag, zusammen mit Cyril Hanzl (* 1. Juli 1893), Alois Hrůza (* 14. Juli 1893) und Walter Stögbauer (* 8. Mai 1898). Robert Týfa war Gehilfe von Alois Weiß, und Jan Křížek, der seinen Namen in Johann Kreuz änderte. Später wurden die Assistenten von der Gestapo ausgetauscht, neu hinzu kamen Antonín Nerad (* 19. Oktober 1889; † (hingerichtet) 25. April 1947 in Prag) aus Prag-Braník und Otto Schweiger, Schwager von Weiß.
Weiß galt als ein effizienter und zuverlässiger Scharfrichter. Einschließlich Protektoratszulage im Protektorat Böhmen und Mähren für dort arbeitende deutsche „Gefolgschaftsmitglieder“ betrug sein Verdienst in seinem Wirkungszeitraum über 45.000 Reichsmark.
Nach dem Krieg lebte Weiß in der Bundesrepublik Deutschland. Im Jahr 1947 wollten die bayerischen Justizbehörden den Scharfrichter von Prag im Freistaat wieder als Henker einstellen. Doch das Vorhaben zerschlug sich, als 1949 das Grundgesetz die Todesstrafe in Deutschland abschaffte.
Der frühere Scharfrichter verarmte. Im Jahr 1953 klagte er beim Verwaltungsgericht Regensburg Versorgungsansprüche ein. Er trug vor, dass er durch die Abschaffung der Todesstrafe in Deutschland seine Arbeitsgrundlage verloren, aber offiziell seine Arbeit nicht beendet habe. Weiß forderte daher einen angemessenen Lohn. Das Gericht wies den Antrag ab. Der Fall Weiß wurde am Ende von den deutschen und tschechischen Behörden zu den Akten gelegt.
Alois Weiß starb in Straubing im Alter von 62 Jahren.